# Салафия Джихадия
Салафия Джихадия ( араб. السلفية الجهادية‎ al-Salafiya al-jihadiya )  — салафитская джихадистская организация, которая была активна в Марокко и Испании. Имела связи с «Аль-Каидой» и Марокканской исламской боевой группой.

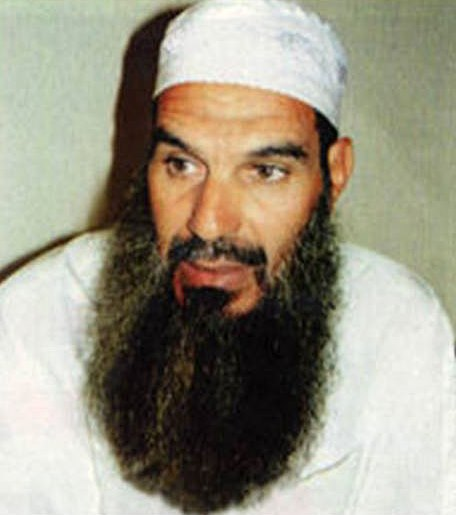
Мухаммед Физази. Идеолог Салафия Джихадия"

Группировка стала широко известной после терактов в городе Касабланка в 2003 году, когда 12 террористов-смертников убили 33 человек, а 100 были ранены .

## История
Была основана в начале 1990-х годов ветеранами советско-афганской войны — моджахедами. Группировка была сформирована в противовес арабским государствам, включая Марокко, которые присоединились к коалиции против Ирака в войне в Персидском заливе. У нее также были связи с бывшей Алжирской Салафитской группой проповеди и борьбы и Ливийской исламской боевой группой. В 2002 году организация начала устанавливать связи с «Аль-Каидой» и насчитывала 400 известных членов. Духовным лидером и основателем группировки является Мухаммад Физази, бывший салафитский имам мечети Аль-Кудс (которая была закрыта немецкими властями в 2010 году) .   
В 2002 году члены группировки были среди арестованных в рамках заговора «Аль-Каиды» с целью нападения на западное судоходство в Гибралтарском проливе с использованием катера, управляемого террористами-смертниками. В июле 2003 года на судебном процессе, не связанном со взрывами в Касабланке, десять членов группы были приговорены к смертной казни, а восемь других — к пожизненному заключению . В феврале 2004 года были ликвидированы две ячейки в Фесе и Мекнесе, а 37 человек были арестованы после обнаружения взрывчатых веществ и оружия во время рейдов .  Сеть «Салафия Джихадия», действовавшая в нескольких марокканских городах, включая Мохаммедию недалеко от города Касабланка, была раскрыта силами безопасности в марте 2005 года.  В декабре 2006 года испанские власти объявили о ликвидации ячейки из одиннадцати человек, десяти граждан Испании и одного марокканца, связанных с «Салафией Джихадия».
После десятилетия тайной деятельности группировка начала публично появляться в Марокко вместе с демонстрациями в Марокко в рамках Арабской весны в 2011 году .  После освобождения нескольких радикальных членов группировки некоторые его идеологические лидеры смягчили свою критику короля. В 2014 году это начало вызывать раскол в движении, поскольку некоторые члены вместо этого присоединились к ИГИЛ, что было отвергнуто другими .

## Организация и ячейки
«Салафия Джихадия» функционирует как сеть из нескольких слабо связанных между собой салафитских групп и ячеек, включая такие организации, как «Аль-Хиджра Ваттакфир», «Аттакфир Бидум Хиджра», «Ассират аль-Мустаким», «Ансар аль-Ислам» и «Марокканские афганцы» .   
Физази был арестован в 2003 году и приговорен к 30 годам тюремного заключения за радикальные заявления и связь со взрывами в городе Касабланка.  С тех пор салафитская организация породила более широкое идеологическое движение за пределами Саудовской Аравии и  арабских стран Персидского залива . 

## Теракт в Касабланке
16 мая 2003 года 12 террористов-смертников из ячейки «Салафия Джихадия», «Аль-Сират Аль-Мускатим» («Правильный путь») совершили 4 теракта в городе Касабланка, в результате которых погибло 33 человека (плюс все двенадцать террористов) и более 100 получили ранения.     После взрывов в Марокко в ходе широкомасштабной кампании по преследованию исламистов и преступников были привлечены к ответственности более 2000 человек.    Министерство юстиции Марокко впоследствии заявило, что у «Салафии Джихадия» в стране насчитывается 699 активных членов.  Некоторые из террористов-смертников, не сумевших взорвать свои жилеты, были задержаны полицией.  Трое из неудавшихся смертников и еще один человек, все члены «Салафии Джихадия», были приговорены к смертной казни в августе 2003 года.  В сентябре суд в Кенитре приговорил 27 человек, все из которых были членами организации, к срокам от 6 месяцев до 15 лет за их участие в терактах. 
В рамках подавления терактов в Касабланке в сентябре 2003 года, Марокканский суд в Рабате приговорил француза Роберта Ришара Антуана Пьера (он же Абу Абдеррахман) и трех других членов «Салафии Джихадия» к пожизненному заключению. Остальные 22 были приговорены к срокам от 10 до 30 лет тюремного заключения.    Обвиняемый в подготовке терактов в Танжере, Пьер, основал ячейку Салафия Джихадиа, «Аль-Уссуд Халидин». Эта ячейка отправляла новобранцев на обучение в Афганистан.   По меньшей мере 16 членов группы были идентифицированы. Многие из них бежали в Испанию через Сеуту, а 8 из них были арестованы в Марокко. 
В ноябре 2007 года был начат судебный процесс над 51 человеком, арестованным в нескольких городах по подозрению в причастности к взрывам в Касабланке, которые в основном были связаны с «Салафия Джихадия». 
Салафия Джихадия также был связан и участвовал в организации взрывов поездов в Мадриде в 2004 году, в результате которых погибло 191 человек и более 2000 получили ранения.  Один из террористов, осужденных за взрывы, Джамаль Зоугам, был известен разведывательным службам нескольких стран своими связями с международной джихадистской сетью, в которую входила Салафия Джихадия.  

## Примечание
1. 1 2  Boum, Aomar. Historical Dictionary of Morocco / Aomar Boum, Thomas K. Park. — Rowman & Littlefield, 2016. — P. 270–271. — ISBN 9781442262973.
2. 1 2 3 4 5  Moroccan Islamic Combatant Group. Stanford University (6 августа 2012). Дата обращения: 9 августа 2016.
3. 1 2 3 4  Ward, Blake D. (2005). Osama's Wake: The Second Generation of Al Qaeda. DIANE Publishing. pp. 24–26. ISBN 9781428994362.
4. 1 2 3 4 5 6 7 8 9 10  Botha, Anneli. Terrorism in the Maghreb: The Transnationalisation of Domestic Terrorism: Chapter 3: Terrorism in Morocco. Institute for Security Studies (июнь 2008).
5. 1 2 3  Pargeter, Alison. The Islamist Movement in Morocco. Terrorism Monitor. 3 (10). Jamestown Foundation.
6. ↑  Two Britons face terror charges in Morocco. The Guardian. 2 августа 2003.
7. ↑  Alexander, Yonah. Evolution of U. S. Counterterrorism Policy / Yonah Alexander, Michael Kraft. — Greenwood Publishing Group, 2007. — P. 1252. — ISBN 9780275995300.
8. ↑  Moroccan Salafi Group hijacks Arab Spring. Asharq Al-Awsat. 3 октября 2011.
9. ↑  Sakthivel, Vish (15 июля 2014). The Islamic State Goes After Morocco's Islamists. The Washington Institute.
10. ↑  Lahcen, Mawassi (14 ноября 2014). Morocco: Islamic State Tempts Morocco Jihadists. allafrica.com.
11. ↑  Salafia Jihadia. Terrorism Research & Analysis Consortium. Дата обращения: 9 августа 2016.
12. ↑  Guidère, Mathieu. Historical Dictionary of Islamic Fundamentalism. — Scarecrow Press, 2012. — P. 99. — ISBN 9780810879652.
13. ↑  Dronzina, T. Contemporary Suicide Terrorism: Origins, Trends and Ways of Tackling It. — IOS Press, 2012. — P. 69. — ISBN 9781614991090.
14. ↑  9 Imprisoned For Casablanca Blasts Escape. The New York Times. 8 апреля 2008. Дата обращения: 18 апреля 2010.
15. 1 2  Convert to Islam gets life sentence. The Guardian. 19 сентября 2003.
16. 1 2  France's 'blue-eyed emir' jailed for life over terrorist plots. The Telegraph. 20 сентября 2003.
17. 1 2  The Morocco Connection. The Irish Times. 20 марта 2004.
18. 1 2 3  Ekici, S. Building Terrorism Resistant Communities: Together Against Terrorism / S. Ekici, A. Ekici. — IOS Press, 2009. — P. 65. — ISBN 9781607500063.
19. ↑  Three get life in Morocco trial. BBC. 19 сентября 2003.
20. ↑  Bombings suspect has terror link. The Guardian. 16 марта 2004.